# العلاقات البولندية الكويتية
العلاقات الكويتية البولندية هي العلاقات الدولية بين دولة بولندا ودولة الكويت. في عام 2002 أشاد السفير البولندي في الكويت بعمق العلاقات الرسمية والشعبية بين البلدين ودعم بولندا لكافة القضايا لاسيما قضية الأسرى، وفي 2014 وصف السفير الكويتي في بولندا العلاقات الدبلوماسية بين البلدين بـ"الأكثر من جيدة"، وأشاد بالتعاون الاقتصادي المتبادل بين الطرفين.

## التاريخ
امتدت العلاقات بين البلدين بشكلٍ طفيف وغير عميق مُنذ ستينات القرن العشرين، وازدهرت في السبعينات والثمانينات بسبب بناء وترميم المباني الصناعية من قبل البولنديين، ووصلت العلاقات إلى مراحل متقدمة في مطلع التسعينات بسبب بدأ التعاون الاقتصادي الفعلي بين البلدين.